# 1982 în științifico-fantastic
- 1981 în științifico-fantastic — 1982 în științifico-fantastic — 1983 în științifico-fantastic

1982 în științifico-fantastic a implicat o serie de evenimente:

## Nașteri și decese

### Nașteri
- Rachel Swirsky

### Decese
- Țvetan Angelov (Цветан Ангелов, n. 1922)
- David Bear (n. 1911)
- Hans Theodor Brik (n. 1899)
- Peter Brock (n. 1916)
- Karl Bruckner (n. 1906)
- Czesław Chruszczewski (n. 1922)
- Stanton A. Coblentz (n. 1896)
- Edmund Cooper (n. 1926)
- Philip K. Dick (n. 1928)
- Joan Hunter Holly (Pseudonimul lui Joan Carol Holly) (n. 1932)
- Irmgard Keun (n. 1905)
- Gottfried Kolditz (n. 1922)
- Peter de Mendelssohn (n. 1908)

## Filme
| Titlu                                  | Regizor                      | Distribuție                                                                                  | Țara                                                  | Sub-Gen /Note    |
| -------------------------------------- | ---------------------------- | -------------------------------------------------------------------------------------------- | ----------------------------------------------------- | ---------------- |
| 1990: The Bronx Warriors               | Enzo G. Castellari           | Vic Morrow, Christopher Connelly, Fred Williamson                                            | Italia                                                |                  |
| Anno 2020 - I gladiatori del futuro    | Joe D'Amato                  | Harrison Muller, Al Cliver, Sabrina Siani                                                    | Italia                                                | [ 2 ]            |
| Android                                | Aaron Lipstadt               | Klaus Kinski, Brie Howard, Norbert Weisser                                                   | Statele Unite ale Americii                            | [ 3 ]            |
| Arcadia of My Youth                    | Tomoharu Katsumata           |                                                                                              | Japonia                                               | Film anime       |
| Blade Runner                           | Ridley Scott                 | Harrison Ford, Rutger Hauer                                                                  | Statele Unite ale Americii                            | [ 4 ]            |
| Burst City                             | Sōgo Ishii                   |                                                                                              | Japonia                                               |                  |
| Chronopolis                            | Piotr Kamler                 |                                                                                              | Franța                                                | Film de animație |
| E.T. the Extra-Terrestrial             | Steven Spielberg             | Henry Thomas, Dee Wallace, Peter Coyote, Drew Barrymore                                      | Statele Unite ale Americii                            | [ 5 ]            |
| Endangered Species                     | Alan Rudolph                 | Robert Urich, JoBeth Williams, Paul Dooley                                                   | Statele Unite ale Americii                            | [ 6 ]            |
| Forbidden World                        | Allan Holzman                | Jesse Vint, June Chadwick                                                                    | Statele Unite ale Americii                            |                  |
| Inseminoid                             | Norman J. Warren             | Judy Geeson, Robin Clarke, Jennifer Ashley                                                   | Regatul Unit al Marii Britanii și al Irlandei de Nord |                  |
| Kamikaze 1989                          | Wolf Gremm                   | Rainer Werner Fassbinder                                                                     | Germania de Vest                                      | [ 7 ]            |
| Megaforce                              | Hal Needham                  | Barry Bostwick, Persis Khambatta, Michael Beck, Henry Silva                                  | Statele Unite ale Americii                            |                  |
| The New Barbarians                     | Enzo G. Castellari           | Fred Williamson, Anna Kanakis, Venantino Venantini                                           | Italia                                                | [ 8 ]            |
| Parasite                               | Charles Band                 | Robert Glaudini, Demi Moore                                                                  | Statele Unite ale Americii                            | film de groază   |
| Space Adventure Cobra                  | Osamu Dezaki                 |                                                                                              | Japonia                                               | Film anime       |
| Star Trek II: The Wrath of Khan        | Nicholas Meyer               | William Shatner, Leonard Nimoy, DeForest Kelley, James Doohan                                | Statele Unite ale Americii                            | [ 9 ]            |
| Swamp Thing                            | Wes Craven, Walter von Huene | Louis Jourdan, Adrienne Barbeau, Ray Wise                                                    | Statele Unite ale Americii                            |                  |
| The Thing                              | John Carpenter               | Kurt Russell, Wilford Brimley, T. K. Carter                                                  | Statele Unite ale Americii                            | [ 10 ]           |
| The Time Masters                       | René Laloux                  |                                                                                              | Germania de Vest · Franța · Elveția                   | Film de animație |
| Timerider: The Adventure of Lyle Swann | William Dear                 | Fred Ward, Belinda Bauer, Peter Coyote, Richard Masur, Ed Lauter, Chris Mulkey, Tracy Walter | Statele Unite ale Americii                            |                  |
| Time Walker                            | Tom Kennedy                  | Ben Murphy, Nina Axelrod, Kevin Brophy                                                       | Statele Unite ale Americii                            |                  |
| Tron                                   | Steven Lisberger             | Jeff Bridges, Bruce Boxleitner, David Warner, Cindy Morgan                                   | Statele Unite ale Americii                            | [ 11 ]           |
| Turkey Shoot                           | Brian Trenchard-Smith        | Steve Railsback, Olivia Hussey, Michael Craig                                                | Australia                                             |                  |
| Warlords of the 21st Century           | Harley Cokliss               | Michael Beck, Annie McEnroe, James Wainwright                                                | Statele Unite ale Americii                            | [ 12 ] [ 13 ]    |
| Zapped!                                | Robert J. Rosenthal          | Scott Baio, Willie Aames, Robert Mandan                                                      | Statele Unite ale Americii                            |                  |
|                                        |                              |                                                                                              |                                                       |                  |

## Premii

### Premiul Hugo
Premiile Hugo decernate la Worldcon pentru cele mai bune lucrări apărute în anul precedent:
- Premiul Hugo pentru cel mai bun roman:[14] Stația orbitală a lumii de jos de C. J. Cherryh
- Premiul Hugo pentru cea mai bună povestire:
- Premiul Hugo pentru cea mai bună prezentare dramatică:
- Premiul Hugo pentru cea mai bună revistă profesionistă:
- Premiul Hugo pentru cel mai bun fanzin:

### Premiul Nebula
Premiile Nebula acordate de Science Fiction and Fantasy Writers of America pentru cele mai bune lucrări apărute în anul precedent:
- Premiul Nebula pentru cel mai bun roman:[15] No Enemy But Time de Michael Bishop
- Premiul Nebula pentru cea mai bună nuvelă:
- Premiul Nebula pentru cea mai bună povestire:

### Premiul Saturn
Premiile Saturn sunt acordate de Academy of Science Fiction, Fantasy and Horror Films:
- Premiul Saturn pentru cel mai bun film științifico-fantastic: E.T. Extraterestrul, regizat de Steven Spielberg